# Der Weg nach El Dorado
Der Weg nach El Dorado ist ein Zeichentrickfilm der Produzenten Bonne Radford und Brooke Breton aus dem Jahr 2000. Der Film hatte ein Budget von 95 Millionen Dollar, spielte aber weltweit nur 77 Millionen Dollar wieder ein und war damit ein Flop für das Studio Dreamworks.
Der Film enthält Songs von Sir Elton John und Tim Rice.

## Handlung
1519 gewinnen die beiden spanischen Gauner Miguel und Tulio bei einem Würfelspiel durch Schummeln eine Landkarte. Der entscheidende Wurf findet dabei mit den ungezinkten Würfeln der Gegner statt. Die Karte weist den Weg nach Eldorado, der Stadt aus Gold. Auf der Flucht vor den Verlierern landen sie versehentlich als blinde Passagiere auf einem Schiff des skrupellosen Eroberers Hernán Cortés, wo sie entdeckt und eingesperrt werden. Zusammen mit dem Pferd Altivo gelingt ihnen die Flucht in einem Rettungsboot. Nachdem sie mehr durch Glück als Verstand die Neue Welt erreichen, folgen sie dem Weg, der auf der Karte eingezeichnet ist und gelangen in die goldene Stadt, wo sie als Götter empfangen werden. Der gemütliche Häuptling und der versessene Hohepriester Tzekel-Kan versuchen beide, die Gunst auf sich zu ziehen. Dazu will letzterer ihnen immer wieder Menschenopfer darbringen, was sie ihm schließlich verbieten. Die Einheimische Chel, in die Tulio sich verliebt, hilft ihm und Miguel, die Rolle der Götter überzeugend zu spielen, allerdings führt sie auch schnell ein Zerwürfnis zwischen den beiden Freunden herbei. Als Miguel sich leicht verletzt, erkennt der Hohepriester, dass die Neuankömmlinge keine Götter sind, da Götter nach seiner Vorstellung nicht bluten. Mithilfe seiner magischen Fähigkeiten erweckt er eine riesige steinerne Statue zum Leben und versucht, die beiden Spanier zu töten, da diese seine Machtposition gefährden. Im Laufe des Kampfes stürzt er in einen reißenden unterirdischen Strom, der ihn davonträgt und außerhalb der Stadt wieder an die Oberfläche spült. Cortez und seine Männer finden ihn, und Tzekel-Kan, der in den Conquistadores die wahren, gnadenlosen, Verderben bringenden Götter sieht, verspricht, sie nach El Dorado zu führen. Miguel und Tulio helfen den Einwohnern, die Stadt vor den Angreifern zu schützen, indem sie den einzigen Zugang, einen Tunnel, zum Einsturz bringen. Als Tzekel-Kan und Cortez’ Expedition den früheren Eingang erreichen, finden sie ihn verschlossen. Der erzürnte Eroberer führt seine Männer weiter, überzeugt, einer Lüge des Priesters aufgesessen zu sein. Tulio, Miguel, Altivo und Chel, nunmehr ebenfalls ausgesperrt, machen sich auf den Weg zurück nach Spanien.

## Synchronisation (Stimmen)
Die Synchronisation übernahm die Berliner Synchron GmbH Wenzel Lüdecke, Sven Hasper führte Dialogregie und schrieb das Synchronbuch. Leslie Mandoki war für die Musikalische Leitung der Synchro verantwortlich.
| Rolle              | Originalsprecher   | Deutscher Sprecher |
| ------------------ | ------------------ | ------------------ |
| Tulio              | Kevin Kline        | Arne Elsholtz      |
| Miguel             | Kenneth Branagh    | Stefan Gossler     |
| Chel               | Rosie Perez        | Anke Reitzenstein  |
| Narrator           | Elton John         | Paul Stark         |
| Tzekel-Kan         | Armand Assante     | Lutz Riedel        |
| Häuptling Tannabok | Edward James Olmos | Tom Deininger      |
| Cortes             | Jim Cummings       | Klaus Sonnenschein |

Anders als zu der Zeit üblich entschieden sich Kline und Branagh dazu, sämtliche ihrer Dialoge gemeinsam einzusprechen.

## Produktion
Konzept und Umsetzung des Films nahm viele Hürden und wurde über die Jahre mehrfach fundamental abgeändert. 1994 traf sich Jeffrey Katzenberg, ehemaliger CEO der Walt Disney Company und Mitbegründer von Dreamworks mit den Autoren Elliott und Rossio, um über die Möglichkeit zu sprechen, einen animierten Film zu entwickeln, welcher im Zeitalter der Entdeckungen spielt. Als Vorlage übergab er eine Ausgabe von Conquest: Montezuma, Cortes and the Fall of Old Mexico von Hugh Thomas. Obwohl die Autoren zu einer komödiantischen Geschichte über zwei liebevolle Antihelden rieten, wobei sie als Beispiel die Road to...-Reihe mit Bing Crosby anführten, entschied Katzenberger sich für eine eher ernsthafte Gangart. Die Figur des Miguel sollte dabei eher der Figur des Sancho Panza aus Don Quijote nachempfunden sein (daher die Benennung der Figur nach dem Autor). Während der parallel laufenden Arbeiten des ebenfalls recht dramatischen Films Der Prinz von Ägypten entschied man sich jedoch um und legte die Produktion vorübergehend still, um sie im Stil einer Abenteuerkomödie auszulegen. Zeitweise wurde das Projekt intern scherzhaft als El Dorado: The Lost City on Hold bezeichnet. 1998 kam es zu inhaltlichen Differenzen bezüglich der Änderungen, woraufhin die ursprünglich eingesetzten Regisseure Will Finn und David Silverman durch Paul und Bergeron ersetzt wurden. Katzenberg selbst wurde Co-Producer, der Termin wurde von ursprünglich 1999 auf das Jahr 2000 verlegt.
Neben der weniger schwermütigen Figurenzeichnung und Story wurde zudem der Umfang der Liebesgeschichte reduziert, um die Zielgruppe des Films auf jüngere Zuschauer auszudehnen. Im Zuge dessen wurden auch Auftreten und Aussehen der immer noch stark erotisch wirkenden Chel abgemildert.

### Animation
Zu Beginn der Produktion reiste ein Team aus Animationskünstler, Produzenten und Designer nach Mexiko, um in den Maya-Städten Tulum, Chichén Itzá und Uxmal Aufzeichnungen und Eindrücke von der Architektur der Epoche zu erhalten. Aufgrund der hohen Auslastung des Studios durch Der Prinz von Ägypten wurden, als Hilfe für die 100 eigenen Animatoren, Teile der digitalen Arbeiten an Bardel Entertainment (Vancouver), Stardust Pictures (London) sowie Pacific Data Images ausgelagert.

### Musik
Dreamworks' Musikchefin Marylata Jacob entschied sich für eine Vertonung mit Weltmusik, bei der, anders als zumeist üblich, nicht die Figuren selbst singen sollten. Stattdessen sollten die Texte eine Art Begleitung der Story sein, der Sänger dabei als eine lose Form des Erzählers fungieren.
Mit der Komposition wurden Hans Zimmer und John Powell betraut, welche bereits bei Disneys König der Löwen zusammen gearbeitet hatten. Zimmer hatte zudem bereits an Der Prinz von Ägypten mitgewirkt. Die Texte entsprangen Tim Rices und Elton Johns Feder, wobei John auch den Großteil der Lieder sang. In diesem Zuge entstanden zunächst sieben, später insgesamt zehn Begleitsongs. Zu Promotion-Zwecken entstanden ebenfalls einige der Songs in einer durch das Cast gesungene Version. Dem  Song Friends Never Say Goodbye steuerten die Backstreet Boys den Hintergrundgesang bei, der Hintergrund von Without Question entstand in Zusammenarbeit mit den Eagles-Mitgliedern Don Henley und Timothy B. Schmit.

## Kritik
Die Beurteilung des Films fiel zunächst äußerst gemischt aus. Neuere Betrachtungen stellen diese Kritiken eher in Frage, da die Gestaltung durchaus als gelungen und das Zwischenspiel der Protagonisten bei genauerer Betrachtung sehr stimmig wirkt. Nicht zuletzt deswegen erfreut sich das Werk heute durchaus gewachsener Popularität, was unter anderem durch seine häufige Verwendung als Memes und GIFs im Internet widerspiegelt.
Lexikon des internationalen Films: Gezeichneter Abenteuerfilm, der sich in Sachen „erwachsener“ Animation versucht. Durchaus unterhaltsam und pointiert erzählt, folgt er letztlich allzu vertrauten Handlungsmustern, denen er mittels Zeichenkunst keine neuen Aspekte hinzuzufügen vermag.
Die Deutsche Film- und Medienbewertung FBW in Wiesbaden verlieh dem Film das Prädikat wertvoll.

### Auszeichnungen
| Auszeichnung                 | Kategorie                                             | Nominiert(e)                                      | Ergebnis  |        |
| ---------------------------- | ----------------------------------------------------- | ------------------------------------------------- | --------- | ------ |
| Annie Awards                 | Bester Animationsfilm                                 | Bester Animationsfilm                             | Nominiert | [ 17 ] |
| Annie Awards                 | Hervorragende Character Animation in Animationsfilmen | David Brewster                                    | Nominiert | [ 17 ] |
| Annie Awards                 | Hervorragende Character Animation in Animationsfilmen | Rodolphe Guendonen                                | Nominiert | [ 17 ] |
| Annie Awards                 | Hervorragende animierte Effekte                       | Doug Ikeler                                       | Nominiert | [ 17 ] |
| Annie Awards                 | Hervorragende Musik                                   | Hans Zimmer & John Powell / Elton John & Tim Rice | Nominiert | [ 17 ] |
| Annie Awards                 | Hervorragendes Produktionsdesign                      | Christian Schellewald                             | Nominiert | [ 17 ] |
| Annie Awards                 | Hervorragendes Storyboarding                          | Jeff Snow                                         | Nominiert | [ 17 ] |
| Annie Awards                 | Hervorragende Synchronisation eines Charakters        | Armand Assante                                    | Nominiert | [ 17 ] |
| Critics’ Choice Movie Awards | Bester Komponist                                      | Hans Zimmer                                       | Gewonnen  | [ 18 ] |
| Golden Reel Awards           | Best Sound Editing – Animated Feature                 | Gregory King, Yann Delpuech, and Darren King      | Nominiert |        |
| Golden Reel Awards           | Best Sound Editing – Music – Animated Feature         | Adam Milo Smalley and Vicki Hiatt                 | Nominiert |        |
| Kids' Choice Awards          | Lieblingsstimme eines animierten Charakters           | Kevin Kline                                       | Nominiert |        |
| Saturn Awards                | Beste Musik                                           | Hans Zimmer and John Powell                       | Nominiert |        |